# 霍利斯普林斯鎮區 (阿肯色州達拉斯縣)
霍利斯普林斯鎮區（英語：Holly Springs Township）是位於美國阿肯色州達拉斯縣的一個行政鎮區。

## 地方資料
霍利斯普林斯鎮區的面積為155.59平方千米，當中陸地面積為155.59平方千米，而水域面積為0.00平方千米。根據2010年美國人口普查的數據，當地共有人口314人，而人口密度為每平方千米2.02人。